# Thecacera
Genre
Thecacera est un genre de mollusques nudibranche de la famille des Polyceridae.

## Liste des espèces
Selon World Register of Marine Species, on compte sept espèces :
- Thecacera boyla Willan, 1989
- Thecacera darwini Pruvot-Fol, 1950
- Thecacera pacifica (Bergh, 1884)
- Thecacera pennigera (Montagu, 1815)
- Thecacera picta Baba, 1972
- Thecacera virescens Forbes & Hanley, 1851
- Thecacera vittata Yonow, 1994

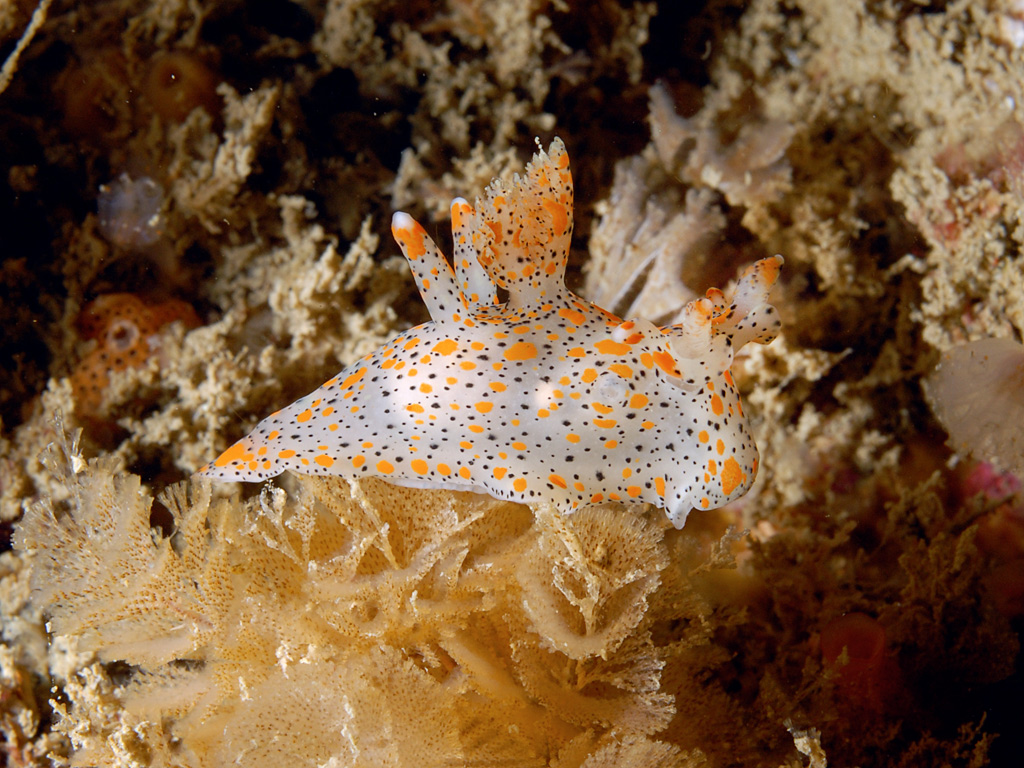
Thecacera pennigera
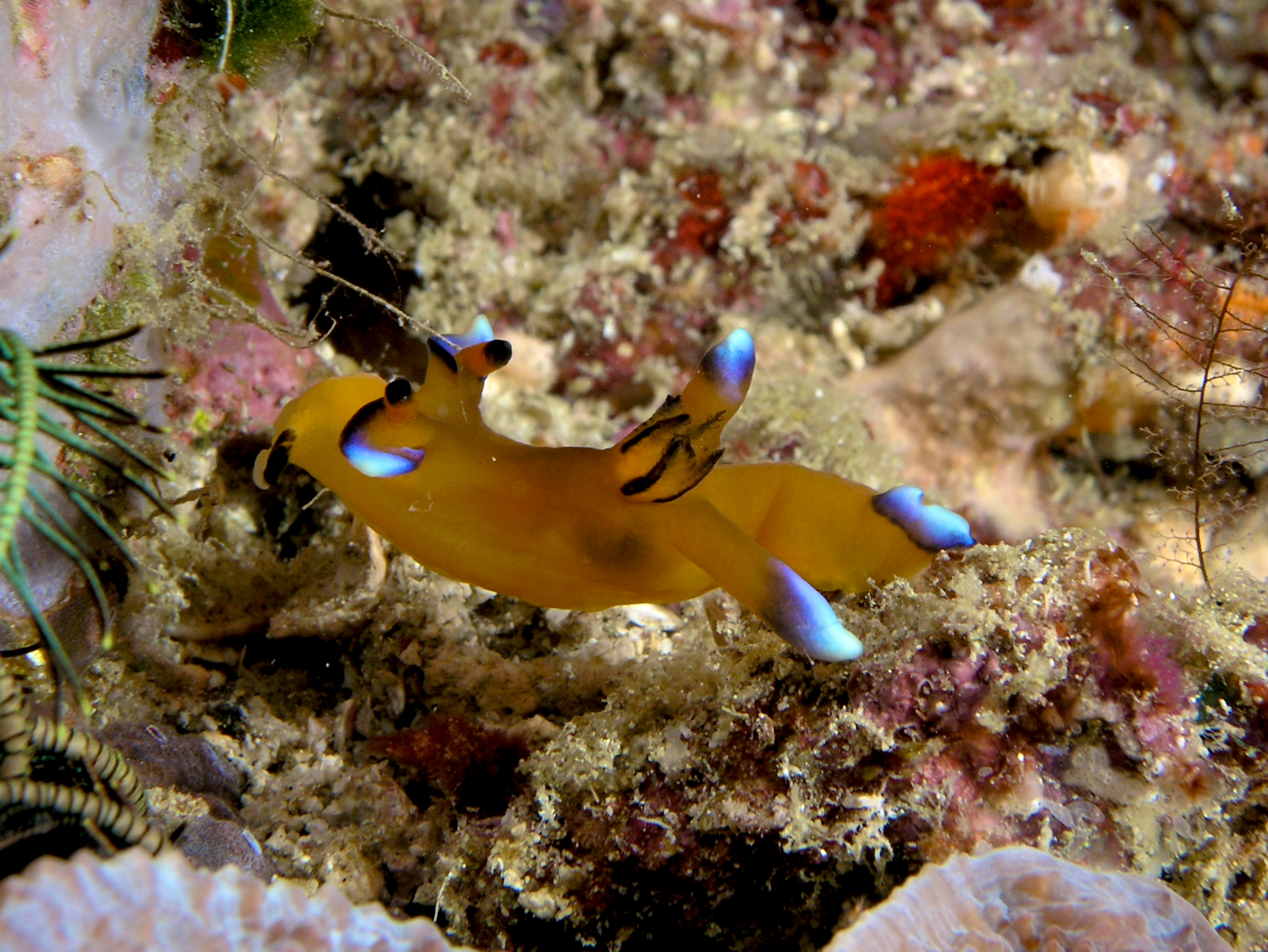
Thecacera pacifica
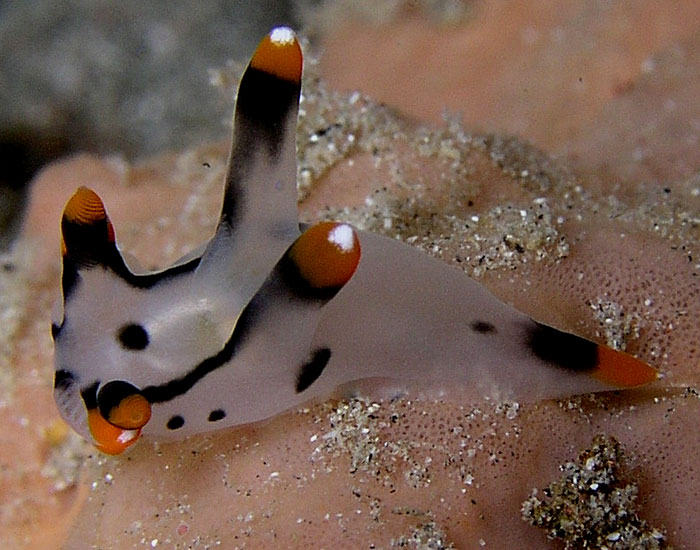
Thecacera picta
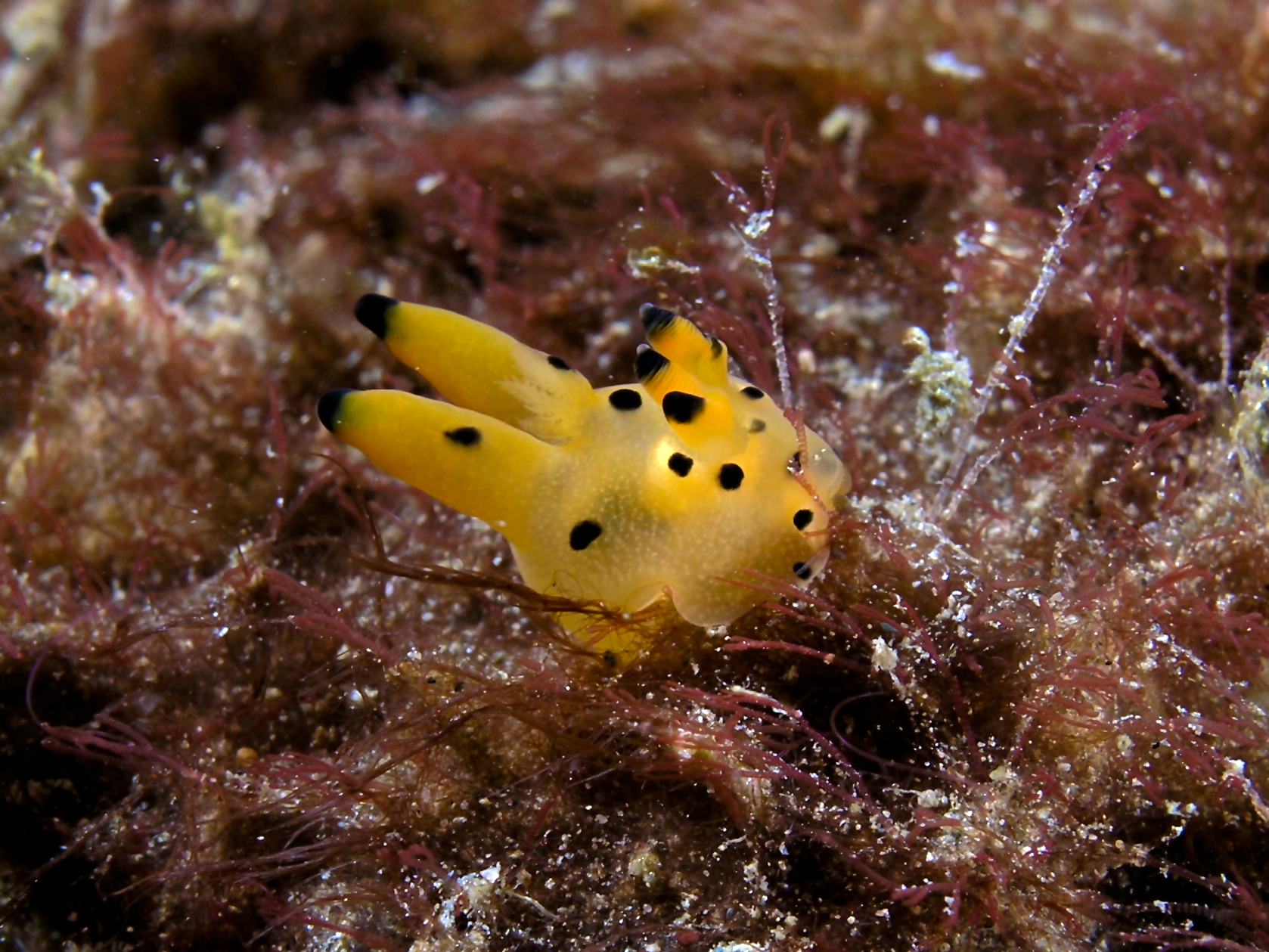
Thecacera sp. 2